# 轻工路街道
轻工路街道，是中华人民共和国河南省平顶山市湛河区下辖的一个乡镇级行政单位。

## 行政区划
轻工路街道下辖以下地区：
湛南社区、沁园社区、工学院社区、锦绣社区、仁翔社区、高楼村和柏楼村。